# 李嗣璁
李嗣璁（1898年—1972年5月15日），字蔭翹、別號武真，直隸慶雲人（現屬山東），曾任監察院院長及監察院副院長。

## 生平
李嗣璁於1898年生於直隸省天津府慶雲縣，其後於1923年在北京大學物理系畢業，此後曾在山西任教職一段時間。其後，他加入中國國民黨，在山西辦理黨務工作，曾任山西省黨部執行委員及國民黨山西省黨部訓練部長、河北省黨部整理委員兼常任委員。
1934年，李嗣璁任監察委員，其後任河南山東監察區監察使、河北區監察使。二戰後，他任河北平津熱察綏清查團團長、平津冀軍紀吏治督察團團長等職，其查辦的官吏貪污案件，如海軍特派員劉乃沂上校的隱匿敵偽物資案，和天津警備副司令盧濟清少將等人的詐財案，有令「平津（北平、天津）軍政風氣為之丕變」之好評。
行憲後，他繼續當選為監察委員、1958年當選監察院副院長。1964年11月，時任監察院院長于右任逝世，他以副院長身份代理院長職務。1965年7月，李嗣璁報名參選監察院院長，並在翌月舉行的監察院長補選中，在77名出席投票的監察委員中，獲72票支持當選為院長。同時，他兼任中國國民黨中央評議委員。1972年5月15日，李嗣璁於臺北市榮民總醫院病逝，終年74歲。總統蔣中正明令褒揚，特派大員五人治喪，同年8月22日安葬於臺北縣五股鄉觀音山的墓園，該墓位於五股西雲寺之右，沿西雲寺磴道拾級而上行約數百步處。